# Spelbesturingsapparaat

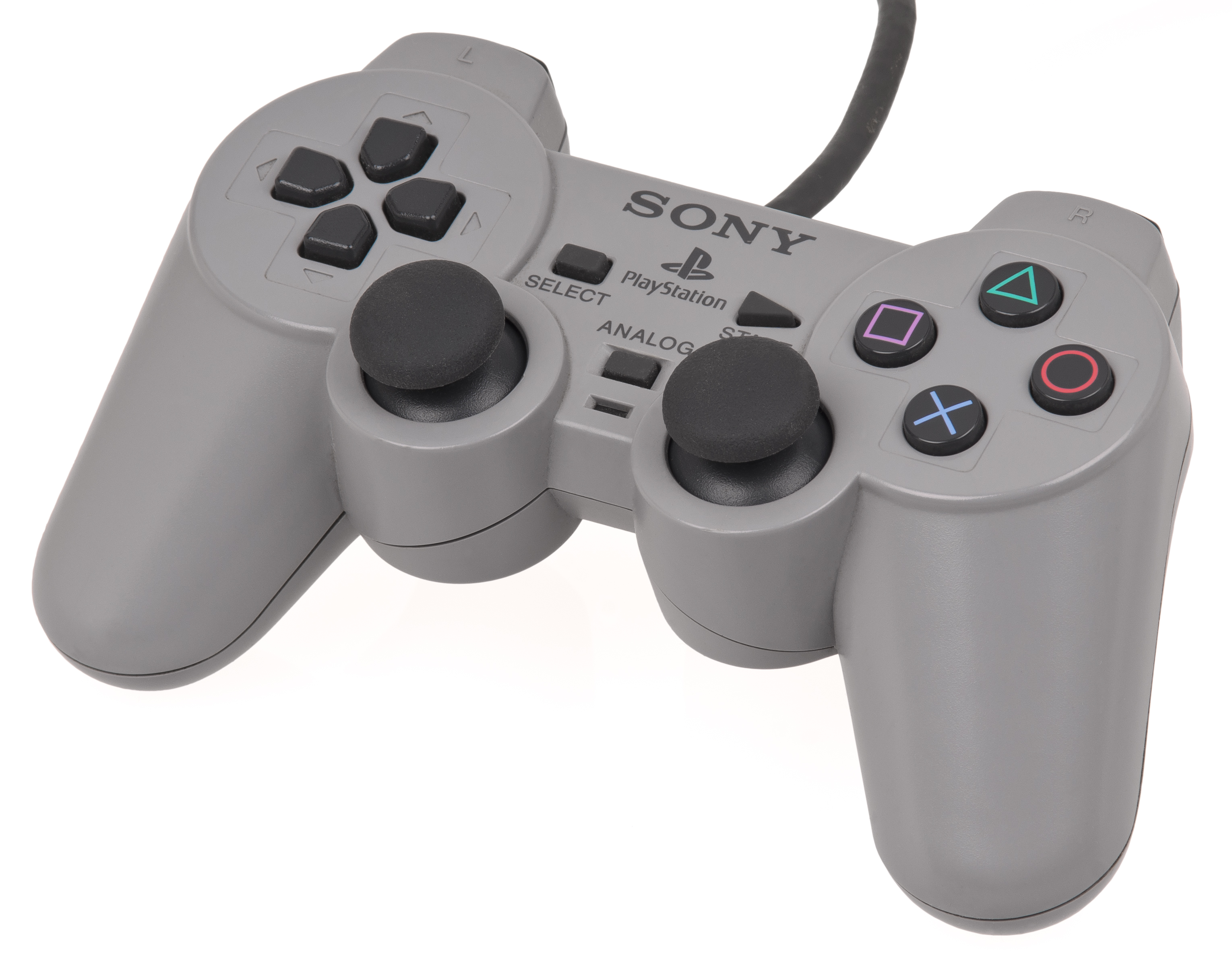
Spelbesturingsapparaat

Een spelbesturingsapparaat (Engels: gaming device) of controller is een invoerapparaat dat wordt gebruikt om een computerspel te besturen. Deze wordt gewoonlijk aangesloten op een spelcomputer, homecomputer of personal computer. Een spelbesturingsapparaat kan een toetsenbord, muis, joystick, gamepad, stuurwiel, pedaal of elk ander apparaat zijn dat voor het gebruik met een computerspel is ontworpen. Apparaten ontworpen voor specifieke doeleinden, zoals een stuurwiel of een lightpistool kunnen ook voor een geheel platform bestaansrecht hebben.
Sommige apparaten, zoals toetsenborden en muizen, zijn eigenlijk generieke invoerapparaten en het gebruik hiervan is niet strikt beperkt tot dat van een spelbesturingsapparaat.

## Soorten spelbesturingsapparaten

### Gamepad
Een gamepad is een spelbesturingsapparaat dat met beide handen wordt vastgehouden en de invoer over het algemeen met de duimen plaatsvindt. Een gamepad beschikt meestal over één of meerdere actieknoppen aan de rechterzijde, één grote besturingsknop (D-pad) aan de linkerzijde en een groep selectieknoppen die over het algemeen in het midden geplaatst zijn.

### Joystick
Een joystick is een invoerapparaat dat voornamelijk voor computerspelbesturing wordt gebruikt hoewel deze in toenemende mate ook wordt gebruikt voor de besturing van voertuigen, bijvoorbeeld een rolstoel of een vliegtuig.

### Paddle
Een paddle is een spelbesturingsapparaat met een draaiknop en één of meerdere (vuur)knoppen. De draaiknop wordt gebruikt om een spelobject langs een as te besturen.

### Stuurwiel
Een racestuur is een spelbesturingsapparaat in de vorm van een autostuurwiel en is ontworpen om het gevoel van een echt autostuur op te roepen en wordt voornamelijk met een racespel gebruikt.

### Lichtpistool
Een lichtpistool is een spelbesturingsapparaat voor een computerspel en een aanwijsapparaat voor een personal computer. Het moderne lichtpistool bevat een lichtgevoelige sensor en de op het beeldscherm weergegeven doelen stralen licht uit. Als de lichtstraal door het lichtpistool wordt gedetecteerd dan wordt de "treffer" geteld.

### Touchpad
Een touchpad is aanwijsapparaat met een aanrakingsgevoelig oppervlak waarmee gemeten kan worden op welke plaats de vinger van de gebruiker zich bevindt op het touchpad. Met vingerbewegingen kan de cursor op het beeldscherm worden bestuurd.

### Aanraakscherm
Een aanraakscherm is een beeldscherm dat tevens als invoerapparaat voor een computer of 'embedded system' kan worden gebruikt door het scherm aan te raken.

### Trackball
Een trackball is een aanwijsapparaat dat bestaat uit een in een behuizing geplaatste kogel dat van sensoren is voorzien om de balrotatie over twee assen te detecteren. Een trackball ziet er over het algemeen uit als een omgekeerde muis met een gedeeltelijk blootliggende en uitstekende kogel. Door de kogel met de vingers, duim of handpalm te bewegen wordt de cursor op het beeldscherm verplaatst.

### Muis
Een muis is een klein aanwijsapparaat dat aan een computer wordt gekoppeld en waarmee de positie van een cursor op het beeldscherm middels handbewegingen te besturen. Daarnaast beschikt de muis over minimaal één drukknop. Vanwege de sterke gelijkenis van het apparaat met het gelijknamige dier kreeg het in veel talen de naam muis.